# El Mallol
El Mallol är en ort i Spanien.   Den ligger i provinsen Província de Girona och regionen Katalonien, i den östra delen av landet, 500 km öster om huvudstaden Madrid. El Mallol ligger 512 meter över havet och antalet invånare är 474.
Terrängen runt El Mallol är lite bergig.Runt El Mallol är det glesbefolkat, med 15 invånare per kvadratkilometer. Närmaste större samhälle är Olot, 5,4 km nordost om El Mallol. I omgivningarna runt El Mallol växer i huvudsak blandskog.